# Опилка, Михаэль

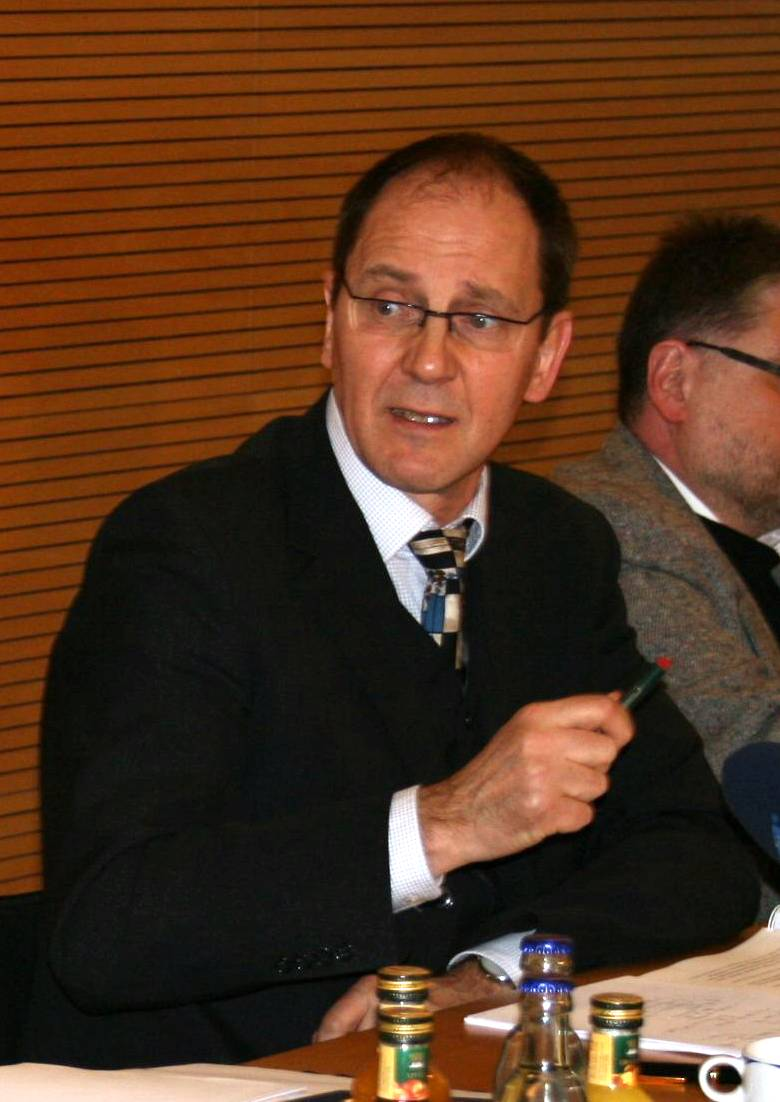
Проф. Михаэль Опилка

Михаэль Опилка (нем. Michael Opielka, 1956, Штутгарт) — профессор социальной политики в университете Йены, руководитель института социальной экологии в городе Кёнигсвинтере. Один из сторонников концепции «Безусловный основной доход».
Михаэль Опилка изучал право, педагогику и психологию в университете в Тюбингене, получил учёную степень по социологии в университете Гумбольдта в Берлине.
В 1980-х был депутатом от Партии зелёных.
Соучредитель «BIEN» (Basic Income Earth Network) в Германии.

## Работы
- Kultur versus Religion?, Bielefeld : Transcript, 2007
- Gemeinschaft in Gesellschaft, Wiesbaden : VS, Verl. für Sozialwiss. 2006, 2., überarb. Aufl.
- Bildungsreform als Sozialreform, Wiesbaden : VS, Verl. für Sozialwiss. 2005
- Grundrente in Deutschland, Wiesbaden : VS, Verl. für Sozialwiss. 2004
- Sozialpolitik, Reinbek bei Hamburg : Rowohlt-Taschenbuch-Verl., 2004
- Selbsthilfeförderung durch Selbsthilfekontaktstellen (mit Joachim Braun) , Stuttgart : Kohlhammer, 1992